# Cylindropuntia alcahes
Cylindropuntia alcahes ist eine Pflanzenart aus der Gattung Cylindropuntia in der Familie der Kakteengewächse (Cactaceae). Das Artepitheton alcahes leitet sich von einem lokalen Trivialnamen für die Art ab. Ein spanischer Trivialname ist „Clavellina“.

## Beschreibung
Cylindropuntia alcahes wächst strauchig bis baumförmig, ist dicht und kompakt bis offen verzweigt und erreicht Wuchshöhen von bis zu 3 Meter. Auf den 2 bis 20 Zentimeter langen und 1,4 bis 4,5 Zentimeter im Durchmesser messenden Triebabschnitten befinden rhombusförmige, spiralförmig angeordnete Höcker. Einige der Triebabschnitte sind leicht abtrennbar. Die cremefarbenen, gelb oder lohfarben Areolen werden im Alter grau. Sie tragen gelbe bis braune 1 bis 4 Millimeter lange Glochiden, die manchmal wenig auffallen. Die fünf bis 21 Dornen sind an den meisten Areolen vorhanden, manchmal fehlen sie. Sie sind cremefarben bis gelb bis etwas orangebraun und 0,4 bis 2 Zentimeter lang. Die ein bis sechs Hauptdornen sind von den zwei bis elf Randdornen nicht zu unterscheiden. Ihre Scheiden sind hell.
Die Blüten sind gelb, grün oder rötlich magentafarben. Die kugelförmigen bis keulenförmigen, grünen bis gelben, gehöckerten bis glatten Früchte sind fleischig. Sie sind manchmal proliferierend. Die Früchte sind 1,5 bis 5 Zentimeter  lang und erreichen Durchmesser von 1,4 bis 3 Zentimeter.

## Verbreitung, Systematik und Gefährdung
Cylindropuntia alcahes ist in Mexiko von Zentral Baja California bis an die Südspitze von Baja California Sur sowie auf einigen Inseln im Pazifik und im Golf von Mexiko in der Wüste und dem Küstenbusch bis in Höhenlagen von 1100 Metern verbreitet.
Die Erstbeschreibung als Opuntia alcahes von Frédéric Albert Constantin Weber wurde 1895 veröffentlicht. Frederik Marcus Knuth stellte die Art 1936 in die Gattung Cylindropuntia.
Es werden folgende Unterarten unterschieden:
- Cylindropuntia alcahes subsp. alcahes
- Cylindropuntia alcahes subsp. burrageana (Britton & Rose) U.Guzmán
- Cylindropuntia alcahes subsp. gigantensis (Rebman) Rebman
- Cylindropuntia alcahes subsp. mcgillii (Rebman) Rebman

In der Roten Liste gefährdeter Arten der IUCN wird die Art als „Least Concern (LC)“, d. h. als nicht gefährdet geführt. Die Entwicklung der Populationen wird als stabil angesehen.

## Nachweise